# PGC 69907
PGC 69907 est une galaxie spirale située dans la constellation de Pégase,,. Si cette galaxie est effectivement NGC 7405, alors elle a été découverte l'astronome allemand Albert Marth en 1864.  
Sa vitesse par rapport au fond diffus cosmologique est de 7 361 ± 80 km/s, ce qui correspond à une distance de Hubble de 108,6 ± 7,8 Mpc (∼354 millions d'al).
Selon le professeur Seligman et Wolfgang Steinicke, NGC 7405 est un objet inexistant ou perdu et non la galaxie PGC 69907,